# 科皮特科韋
50°28′29″N 26°22′58″E / 50.47472°N 26.38278°E
科皮特科韋（烏克蘭語：Копиткове），是烏克蘭西北部的村莊，隸屬里夫內州的里夫內區。該村始建於1600年，面積19.3平方公里，海拔高度210米，2001年人口717，人口密度每平方公里37.2人。